# Darko Cingesar
Darko Cingesar, född 25 juli 1990, är en slovensk handbollsspelare som spelar för RD Urbanscape Škofja Loka.
Cingesar tävlade för Slovenien vid olympiska sommarspelen 2016 i Rio de Janeiro. Han var en del av Sloveniens lag som blev utslagna i kvartsfinalen mot Danmark i herrarnas turnering.

## Klubbar
- RD Loka (2008–2011)
- RK Jeruzalem Ormož (2012)
- RK Velenje (2012–2014)
- RK Maribor Branik (2014–2016)
- RK Zagreb (2016–2017)
- Pays d'Aix UCHB (2017–2020)
- RK Trimo Trebnje (2020–2021)
- RD Urbanscape Škofja Loka (2021–)